# Kövirózsacserje
A kövirózsacserje (Aeonium) a kőtörőfű-virágúak (Saxifragales) rendjébe, ezen belül a varjúhájfélék (Crassulaceae) családjába és a fáskövirózsa-formák (Sempervivoideae) alcsaládjába tartozó nemzetség.

## Elterjedése, élőhelye
A legtöbb faj a Kanári-szigeteken honos; néhány képviselőjük a viszonylag közeli:
- Madeirán,
- Zöld-foki-szigeteken,
- Kelet-Afrikában és
- Észak-Afrikában (is) él, egészen
- Szaúd-Arábiáig.

Mára a betelepítéseknek, illetve a dísznövények kivadulásának köszönhető eredeti elterjedésénél jóval nagyobb területen nő; így például a kivadult fatermetű kövirózsacserje az egész Mediterráneumban megtalálható. Az Aeonium undulatum fajt Új-Zéland Déli- és Északi-szigetére is betelepítették.

## Megjelenése, felépítése
Amint erre a nemzetség neve is utal, egyes fajok szára részben elfásodik; ezek kis termetű cserjék. Az ilyen szár törékeny, elágazó. Leveleik kisebbrészt ritkásan az ágacskák vége felé, de főleg azok végén, levélrózsában nőnek. Más fajok szára teljesen redukálódott. Az ilyen szár értelemszerűen nem ágazik el; gyakorlatilag csak az alapja van meg. E fajok levelei a redukált szár végén, tehát gyakorlatilag tőlevélrózsában nőnek. Gyökere viszonylag sekély és ritkás. A bolygatásra érzékeny; könnyen szakad.

## Életmódja, termőhelye
Főleg a vegetációs időszakban fényigényes. Kedveli a nagy napi hőingást és a friss levegőt. Télen hűvös (legfeljebb 12°C, de nem fagyos) és száraz levegőre van szüksége. A felesleges bolygatást, átültetést rosszul tűri. Levéldugványai könnyen meggyökeresednek.
Magvetéssel is szaporítható, de a magok csírázásához azonban 21-26°C kell.
A fagy mellett a másik veszélyeztető tényező a gyökérrothadás, amit leginkább a vizet jól vezető talajjal előzhetünk meg. Fontos, hogy a növény sose álljon pangó vízben. Az állati kártevők közül az atkák károsíthatják.

## Felhasználása
Több faját dísznövénynek termesztik.